# 火箭兵报
《火箭兵报》是中国人民解放军火箭军政治工作部主办的报纸，为中共中国人民解放军火箭军党委机关报，1991年创刊。

## 简介
1991年7月1日，《火箭兵报》创刊。由中国人民解放军第二炮兵政治部主办。1991年9月12日，邓小平为《火箭兵报》题写报头。
2000年代，在社长陈德春的领导下，《火箭兵报》从四开四版改成对开大报，从每周三期改成每周四期，从黑白改成全彩印刷。陈德春本人也获得了第十一届长江韬奋奖。
《火箭兵报》原先由中国人民解放军第二炮兵政治部主办。2015年底，在深化国防和军队改革中，中国人民解放军第二炮兵升格为中国人民解放军火箭军，该报改由中国人民解放军火箭军政治工作部主办。

## 历任社长
- 郭庆生大校（？—2002年）[5]
- 陈德春大校（2002年4月—2010年）[4]
- 王守信大校（2010年—）[6]

## 通讯地址
中国北京市海淀区清河大楼